# Cuisery
 Cuisery  es una población y comuna francesa, en la región de Borgoña, departamento de Saona y Loira, en el distrito de Louhans y cantón de Cuisery.

## Demografía
| 1329 | 1378 | 1501 | 1617 | 1505 | 1612 |
| Para los censos de 1962 a 1999 la población legal corresponde a la población sin duplicidades (Fuente: INSEE [Consultar]) |      |      |      |      |      |